# Аулих, Людвиг
Людвиг Аулих (венг. Aulich Lajos; 15 мая 1792, Братислава — 6 октября 1849, Арад) — венгерский революционер и военачальник.

## Биография
Людвиг Аулих родился 25 августа 1792 года в Братиславе.
Во время начала Революции 1848—1849 годов в Австрийской империи он был подполковником Австрийского пехотного императора Александра полка, с которым отличился в компании против сербов, у Сен-Томаша, вследствие чего произведён в полковники и назначен командиром названного полка.
В конце 1848 года Людвиг Аулих сражался на левом берегу Дуная против войск Шварценберга и Симонича.
7 марта 1849 года венгерский военный министр Месараш произвел его в генералы и поручил ему командование 2-м армейским корпусом. Победами, которые венгры в марте и апреле одержали над Виндишгрецем, они отчасти обязаны Аулиху.
В то время как Гёргей спешил на помощь Коморну, Аулих 24 марта вступил в очищенный императорскими войсками Пешт, где, как герой дня, был радостно принят жителями. С начала мая он принимал участие в осаде Офена, а потом и в овладении им.
В июле Аулих вместе с Чаньи был послан в Коморн, для того чтобы побудить Гёргея к повиновению мадьярским правителям, но это поручение не имело успеха. После отступления Гёргея Людвиг Аулих, хотя и избранный в военные министры, тотчас же признал его диктатуру и высказался в пользу сложения оружия.
6 октября 1849 года Людвиг Аулих по приказу австрийского главнокомандующего Гайнау был повешен в Араде вместе с двенадцатью товарищами по несчастью.